# Guyana Zoo
Guyana Zoo – ogród zoologiczny usytuowany w Georgetown, stolicy Gujany. Zoo zostało otwarte 1 stycznia 1952 roku, ale tereny te były wykorzystywane jako ogród botaniczny już od 1895 r. Jednymi z najpopularniejszych atrakcji w zoo są harpie oraz manaty.

## Zwierzęta
Na terenie zoo znajduje się ponad 100 gatunków zwierząt, w tym 30 gatunków ssaków, 40 gatunków ptaków, 15 gatunków gadów i 20 gatunków ryb.
Do tych zwierząt zaliczają się m.in
Ssaki
- jaguary, pumy, tapiry, wydry olbrzymie, małpy saki o białej twarzy, hirary i rodzina dwupalczastych leniwców

Ptaki
- orły, jastrzębie, papugi, tukany i sowy

Gady
- grzechotniki, kajmany okularowe, anakondy, żółwie matamata